# Golden Years Murders
Golden Years Murders (рус. Убийства Золотых годов) — серия убийств пожилых женщин, совершённых в период со 1 июля 1990 года по 24 апреля 1996 года на территории города Ричмонд, штат Виргиния. Серия убийств получила свое название после того как Полиция Ричмонда в начале 1990-х для расследования убийств сформировала целевую группу, а полицейская операция по поиску виновных официально получила название «Золотые годы» (англ. Golden Years), благодаря чему серия убийств получила название Golden Years murders. Серия убийств вызвала в Ричмонде общественный резонанс, моральную панику и породила в дальнейшем различные теории заговора. В ходе дальнейшего расследования в число подозреваемых в убийстве женщин попали сразу несколько человек, один из которых впоследствии признал свою вину за совершение некоторых из убийств, однако его виновность подвергалась сомнению в связи с его психическим заболеванием.

## Расследование
В качестве жертв преступник выбирал женщин, находящихся в возрасте от 55 до 89 лет. По версии следствия преступник относился к дезорганизованному типу серийных убийц, так как первые шесть жертв были темнокожими женщинами, убитыми в период с июля 1990 года по май 1992 года. Все они были убиты от последствий ножевых ранений. Остальные жертвы являлись белыми женщинами, которые были убиты посредством удушения. Большая часть жертв проживали в одиночестве, благодаря чему преступнику удалось совершить преступления, не оставив свидетелей преступления и никаких зацепок следствию. Несмотря на то, что по состоянию на 1995-й год Ричмонд занимал третье место среди городов США по количеству убийств, уступая Новому Орлеану и округу Колумбия. В середине 1990-х в Ричмонде совершалось в год около 120 убийств. Несмотря на это, серия убийств пожилых женщин вызвала в городе общественный резонанс и небывалую моральную панику, так как в Ричмонде проживало 37 000 человек, находящихся в возрасте от 60 лет и старше, что составляло около 19 процентов населения города и которые, вследствие пожилого возраста традиционно подвержены большой виктимности. Вероятность существования в городе серийного убийцы, побудила жителей Ричмонда изменить распорядок дня, чтобы оградить себя от опасности и принять беспрецедентные меры предосторожности при общении с малознакомыми людьми. В городе был зарегистрирован колоссальный рост продаж оружия, дверных замков, сторожевых собак, а уровень доверия женщин и девушек по отношению к незнакомцам резко снизился.
Деятельность различных общественных организаций по оказанию социальной поддержки и помощи пожилым людям резко снизилась, потому как пожилые жители Ричмонда отказывались впускать к себе в дом волонтеров, о чем поведали в 1996 году СМИ ряд пресс-секретарей общественных организаций по оказанию социальной поддержки и помощи пожилым людям.
Сотрудники департамента полиции Ричмонда в середине 1990-х опубликовали правила поведения при общении с незнакомыми людьми и проводили опросы жителей города об оценке приложенных усилий полицией для обеспечения безопасности граждан и предотвращения чрезвычайных ситуаций. При содействии полиции Ричмонда, в городе несколько правозащитных организаций организовали гражданские патрули из числа местных жителей, которые патрулировали улицы Ричмонда в темное время суток с целью предотвращения преступлений. По мере роста моральной паники, многие жители города, используя СМИ, публично обвинили полицию города в небрежном расследовании, после чего обратились к администрации города с требованием провести расследование и наказать полицейских чиновников, потому как жертвы убийств не были вовремя проинформированы о серии преступлений и не смогли принять дополнительные меры предосторожности. Представители правоохранительных органов в свою очередь заявили, что отказ полиции предоставить более подробную информацию способствовал росту моральной паники, но эта была вынужденная мера, так как согласно версии следствия, утечка или обмен информации затрудняла раскрытие дел, так как закономерность в убийствах пожилых женщин была выявлена только после совершения убийств большинства жертв. Представители чернокожей общины Ричмонда в свою очередь обвинили полицейских чиновников города в проявлении расовой дискриминации, заявив что полиция прилагает больше усилий для расследования и раскрытия преступлений, совершенных в отношении белых жителей города, чем в отношении темнокожих. Представители «Национальной ассоциации для продвижения цветных людей» и других движений за гражданские права чернокожих, заявили, что деятельность сотрудников правоохранительных органов является проявлением расовой дискриминации и грубым нарушением конституционных прав чернокожих в городе, после чего обратились к администрации штата Виргинии с просьбой провести собственное расследование в отношении полицейских чиновников Ричмонда.
В 2000 году в ходе расследования одним из подозреваемым в совершении убийств стал серийный убийца из Ричмонда, 51-летний Лесли Леон Бурхард, который на протяжении 1990-х вел бродяжнический образ жизни и страдал психическим расстройством. После ареста в июле 1996 года по обвинению в незаконном проникновении на территорию чужой частной собственности, Бурхард неожиданно признался в совершении убийств трех бездомных мужчин, после чего был осужден и приговорен к нескольким срокам в виде пожизненного лишения свободы. Отбыв в тюремном заключении более 3 лет, в январе 2000 года он также признался в совершении убийств четырех женщин, которые были в официальном списке жертв серийного убийцы, по версии следствия ответственного за серию убийств Golden Years murders.
В частности Лесли Бурхард признался в совершении убийств Джейн Фостер, Элизабет Сиберт, Мэми Верландер и Люсиль Бойд. В своих показаниях он подробно описал обстоятельства, при которых были совершены убийства и детали, которые по версии следствия были известны только следователям и никогда не разглашались общественности. В конечном итоге, несмотря на недостаток улик и доказательств его виновности, Лесли Бурхарту были предъявлены обвинения. На основании его показаний 25 мая 2000 года суд признал его виновным и приговорил его пяти срокам в виде пожизненного лишения свободы за совершение четырех убийств и совершение ограбления квартиры Люсиль Бойд.
Незадолго до своей смерти в августе 2002 года, Лесли Бурхард отказался от своих признательных показаний и заявил, что не имеет никакого отношения к серии убийств Golden Years Murders. Споры о виновности Бурхарда в совершении серии убийств продолжались несколько лет после его смерти. Ряд сторонников его непричастности заявляли о том, что его признательные показания подвергаются сомнению, так как у него была диагностирована шизофрения.
Бывший детектив полиции Ричмонда Рон Рид, который принимал участие в аресте Бурхарда в 1996 году и проводил большую часть допросов, в ноябре 2013 года заявил СМИ, что в действительности Лесли Бурхарт несет ответственность за совершение еще ряда убийств и настоящее количество его жертв неизвестно. По словам Рида, Бурхард признался в том, что 20 июня 1996 года убил 81-летнюю Рэйчел Хеншоу в одном из домов престарелых Ричмонда и задушил бездомного мужчину, 47-летнего Уильяма Мерилла на одной из улиц Ричмонда своей рубашкой 18 июня 1996 года. Рон Рид утверждал, что его непосредственный начальник в отделе по расследованию убийств потребовал от него засекретить показания Бурхарда под угрозой увольнения в связи с тем, что Ричмонд занимал третье место среди городов США по количеству убийств, а полиция подвергалась негативной огласке в СМИ. Заявление Рона Рида вызвало общественный резонанс в городе, благодаря чему через несколько дней после того, как были опубликованы его показания, представители Департамента полиции Ричмонда опровергли его заявления, но вынужденно признали тот факт, что Рейчел Хеншоу и Уильям Мерилл были действительно обнаружены мертвыми в июне 1996 года, однако в ходе расследования этих инцидентов не было найдено достаточных доказательств, чтобы переквалифицировать их смерти в убийства, так как в ходе судебно-медицинской экспертизы было установлено что Хеншоу умерла естественной смертью из-за осложнений проблем со здоровьем, а Уильям Мерилл погиб из-за последствий отравления алкогольных напитков. Так как Лесли Бурхард признался в совершении убийств всего лишь нескольких женщин, впоследствии появилась версия, что убийства пожилых женщин в Ричмонде в действительности были совершены несколькими преступниками. По состоянию на 2022 год личность серийного убийцы так и не была установлена.

## Список жертв
Первоначально в список жертв серийного убийцы были включены 17 женщин, однако в ходе расследования виновные в совершении убийств пяти женщин были обнаружены и эти женщины были исключены из официального списка. В конечном итоге жертвами серийного убийцы были признаны 14 женщин.
- 89-летняя Мейбл Венейбл. Убита 1 июля 1990 года.

- 80-летняя Ева Джонс. Убита 2 октября 1990 года.

- 61-летняя Мэри Коффи. Убита 3 октября 1990 года.

- 61-летняя Робинетт Миклберри. Убита 6 мая 1991 год.

- 85-летняя Перл Гэш. Убита 17 декабря 1991 года.

- 81-летняя Марта Болден. Убита 21 мая 1992 года.

- 59-летняя Филлис Харрис. Убита 16 августа 1994 года.

- 82-летняя Инес Чайлдресс. Убита 17 сентября 1994 года.

- 75-летняя Люсиль Бойд. Убита 1 января 1996 года.

- 77-летняя Гертруда Гарднер. Убита 2 февраля 1996 года.

- 84-летняя Мэми Верландер. Убита 28 марта 1996 года.

- 69-летняя Элизабет Сиберт. 23 апреля 1996 года.

- 55-летняя Джейн Фостер. 23 апреля 1996 года.